# Pivot-Beregnungssystem

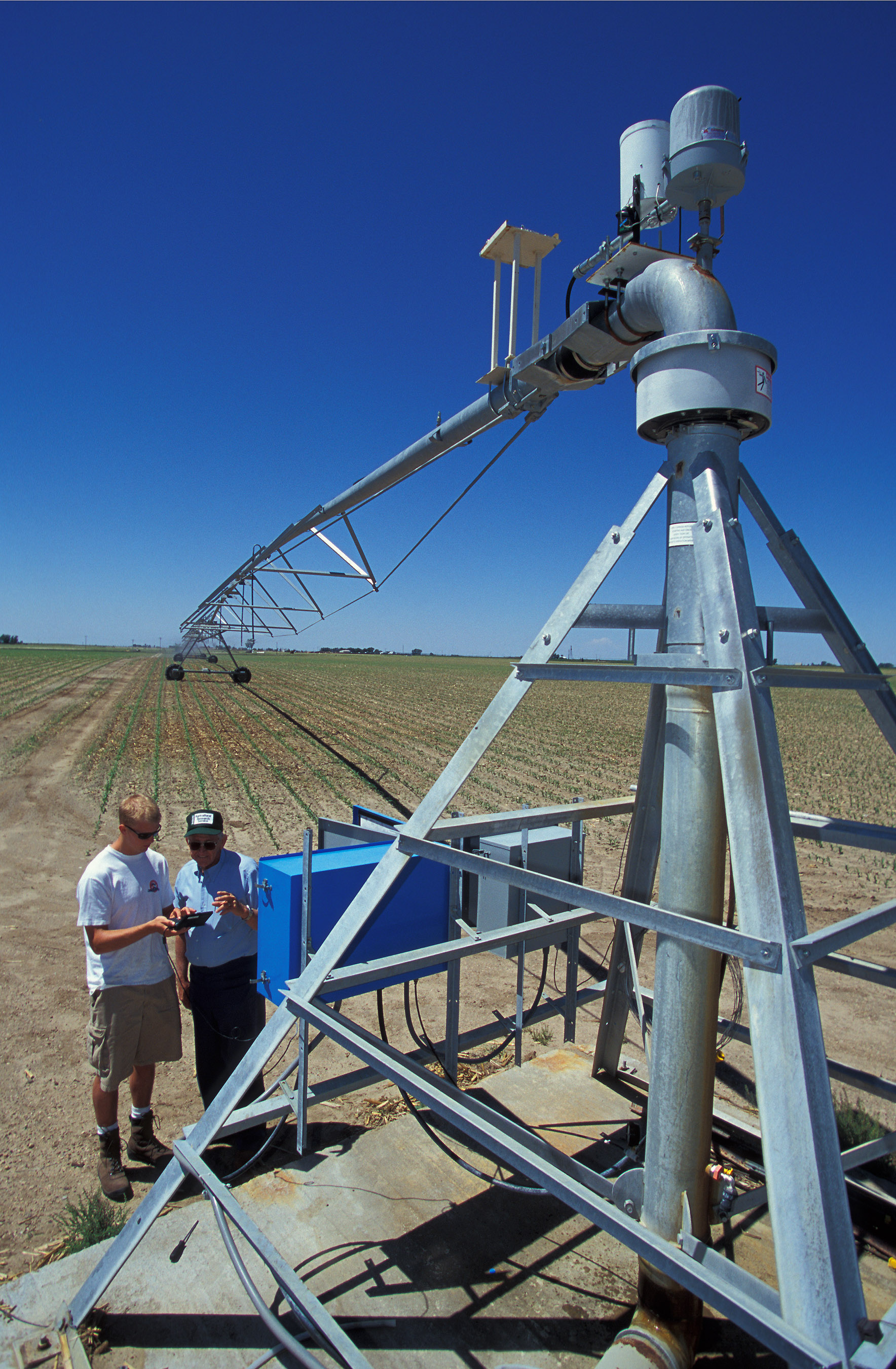
Pivot-Beregnungssystem

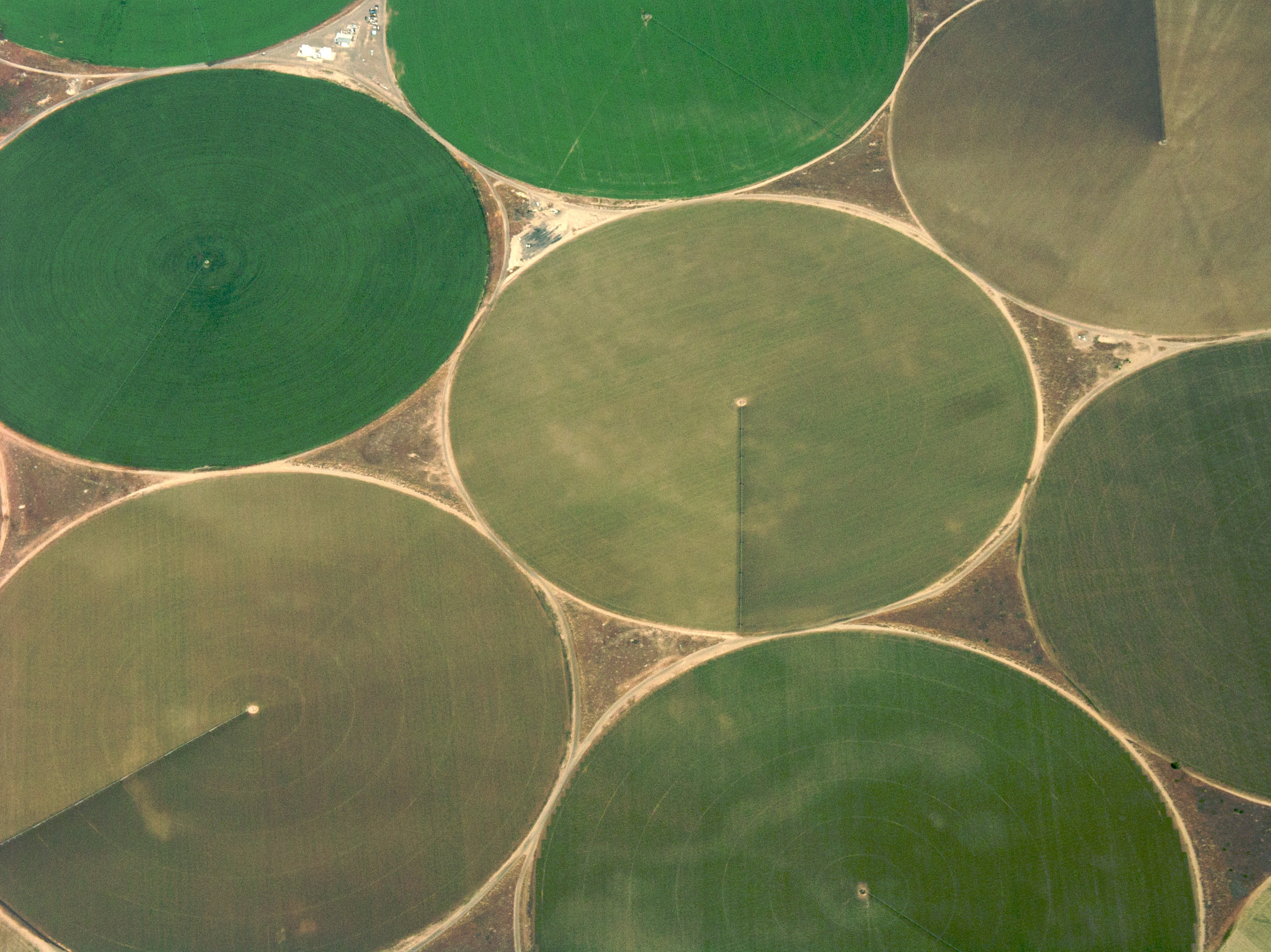
Bewässerung mit Pivot-Beregnungssystemen im Westen der USA

Ein Pivot-Beregnungssystem, auch als Karussell- oder Kreisberegnungsbewässerung bezeichnet, wird zur Bewässerung von Kulturland genutzt.
Die rotierende Pivot-Bewässerung besitzt eine Zentralpumpe und einen an dem Rotor montierten Träger mit Sprühdüsen, der an seinem Ende auf Rädern läuft. Besonders lange Träger werden über mehrere Radgestelle gestützt. Die Intensität der Bewässerung kann über die Drehgeschwindigkeit des Systems gesteuert werden. Durch die Pivot-Beregnung entstehen kreisförmige Anbauflächen.